# دیپاک کومار
دیپاک کومار (متولد ۵ نوامبر ۱۹۸۷) یک  تیرانداز هندی و یک افسر پلیس (JCO) در نیروی هوایی هند است. او در جام جهانی تیراندازی ۲۰۱۸ در گوادالاخارا به همراه مهولی قوش در ماده تفنگ بادی ۱۰ متر تیمی میکس به مدال برنز دست یافت.
او همچنین نماینده هند در بازی‌های المپیک تابستانی ۲۰۲۰ بو.د